# Emil Vitell
Emil Theodor Vitell, född den 17 juli 1883 i Kristianstad, död den 20 januari 1952 i Nyköping, var en svensk jurist.
Vitell avlade mogenhetsexamen i sin hemstad juris utriusque kandidatexamen vid Lunds universitet 1906. Efter tjänstgöring i Hovrätten över Skåne och Blekinge och tingsmeritering blev han tillförordnad fiskal i Svea hovrätt 1911, extra ordinarie assessor där 1913, ordinarie assessor 1915, tillförordnad revisionssekreterare 1915, ordinarie fiskal 1918, hovrättsråd 1920 och ordinarie revisionssekreterare 1923. Vitell var häradshövding i Nyköpings domsaga 1930–1950. Han blev riddare av Nordstjärneorden 1923 och kommendör av andra klassen av samma orden 1936.